# توحيد الديون
توحيد الديون (Debt consolidation) أو "تمويل سداد المديونية"، هو شكل من أشكال إعادة تمويل الديون من خلال الحصول على قرض واحد لسداد العديد من القروض الأخرى. يشير هذا عادةً إلى عملية التمويل الشخصي للأفراد الذين يتعاملون مع ديون المستهلكين المرتفعة، ولكن في بعض الأحيان يمكن أن يشير أيضًا إلى النهج المالي للدولة لتوحيد ديون الشركات أو الديون الحكومية. يمكن لهذه العملية أن تضمن معدل فائدة إجمالي أقل لكامل عبء الدين وتوفر الراحة لخدمة قرض أو دين واحد فقط.

## ملخص
يشير الدين عمومًا إلى الأموال المستحقة على أحد الطرفين، المدين، لطرف ثان، الدائن. يخضع بشكل عام لسداد أصل الدين والفائدة. الفائدة هي الرسوم التي يفرضها الدائن على المدين، ويتم احتسابها عمومًا كنسبة مئوية من المبلغ الأساسي لكل عام يُعرف بسعر الفائدة ويتم دفعه بشكل دوري على فترات، مثل شهرية. يمكن تأمين الديون بضمانات أو غير مضمونة.
على الرغم من وجود تباين من بلد إلى آخر وحتى في مناطق داخل البلد الواحد، فإن ديون المستهلكين تتكون أساسًا من قروض عقارية وديون بطاقات الائتمان وقروض السيارات. دين الأسرة هو دين المستهلك للكبار في الأسرة بالإضافة إلى الرهن العقاري، إن وجد. في العديد من البلدان، وخاصة الولايات المتحدة والمملكة المتحدة، يمكن أن تشكل قروض الطلاب جزءًا كبيرًا من الديون ولكنها عادة ما يتم تنظيمها بشكل مختلف عن الديون الأخرى. يمكن أن يصل الدين الإجمالي إلى النقطة التي يكون فيها المدين في خطر الإفلاس أو الإعسار أو أي حالة مالية طارئة أخرى. تشمل الخيارات المتاحة للمدينين المثقلين بالأعباء الاستشارات الائتمانية والإفلاس الشخصي.
تشمل خيارات المستهلك الأخرى ما يلي
- تسوية الدين، حيث يتم التفاوض على دين الفرد بسعر فائدة أو أصل أقل مع الدائنين لتخفيف العبء الإجمالي؛
- الإعفاء من الديون، حيث يتم الإعفاء من الدين الفردي جزئيًا أو كليًا؛ و
- توحيد الديون، حيث يكون الفرد قادرًا على سداد الديون الحالية عن طريق الحصول على قرض جديد. يتضمن الحل أحيانًا بعضًا من هذه التكتيكات.[8]

## وصلات خارجية
- Federal Direct Consolidation Loans Information Center of the U.S. Government
- William D. Ford Federal Direct Loan Program

قالب:Debt